# سیکلوپرامین
سیکلوپرامین (انگلیسی: Ciclopramine) یک داروی ضدافسردگی چهار حلقه‌ای است که هیچگاه وارد بازار نشد.